# Ferrari 400
A 400 e a 412 são modelos 2+2 da Ferrari equipadas com motor V12.